# 鍵盤楽器

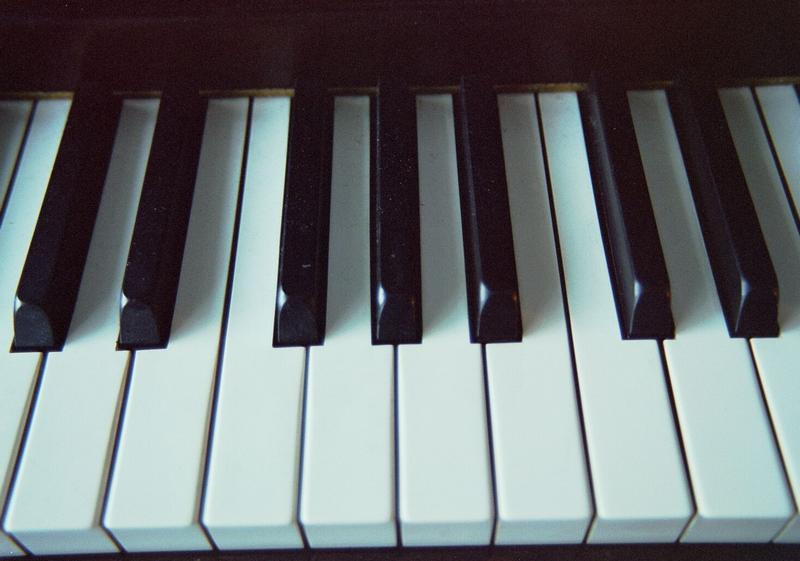
手鍵盤の例。現代の代表的な鍵盤楽器であるピアノの鍵盤

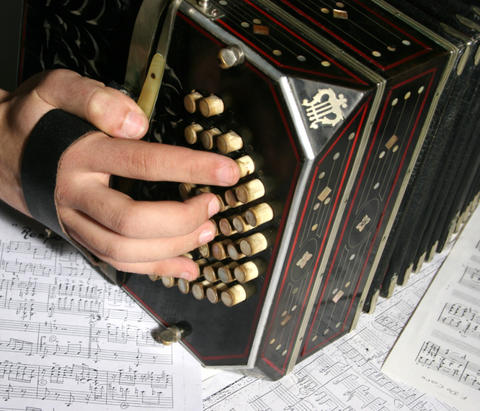
ボタン式鍵盤の例(バンドネオン)

鍵盤楽器（けんばんがっき）は、鍵盤を操作することによって演奏する楽器の総称である。オルガン、チェンバロ、ピアノなどが代表的な鍵盤楽器である。1980年代以降はシンセサイザーなど電子楽器としての鍵盤楽器も一般的になっている。

## 歴史

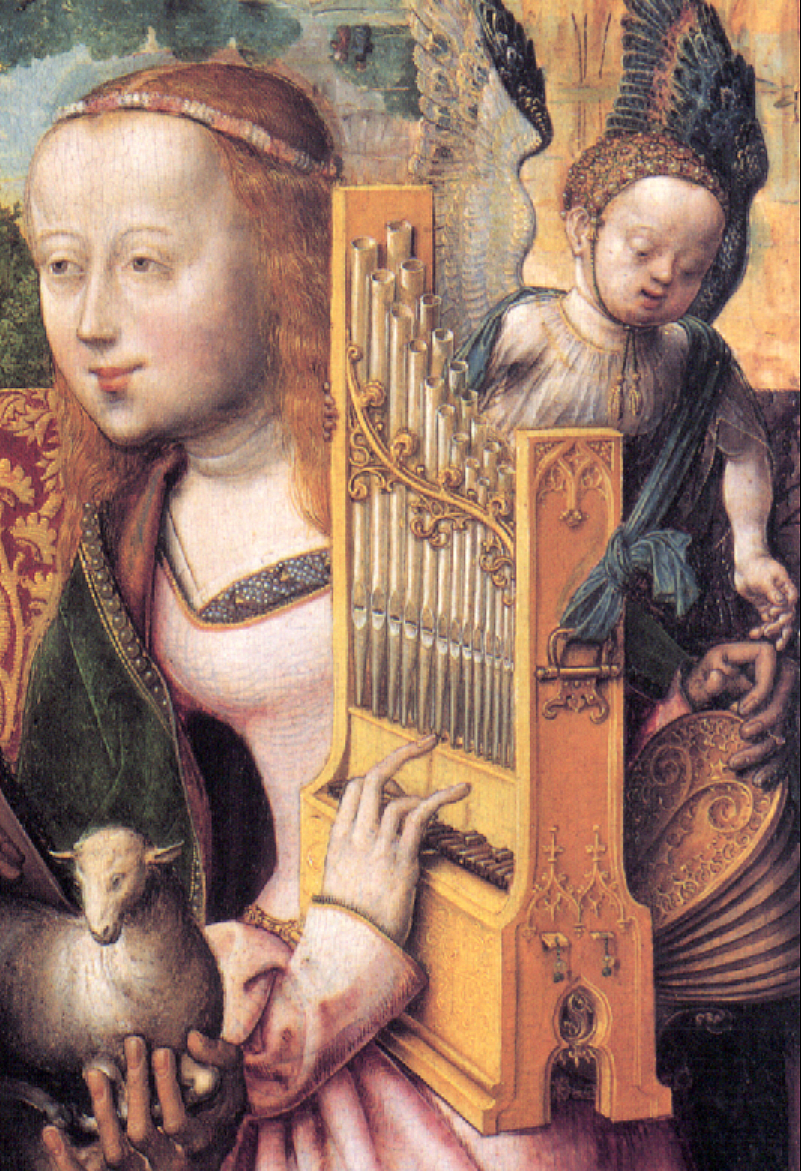
15世紀に描かれたポルタティフ・オルガン

鍵盤楽器と言えるもので最も古いものは、紀元前3世紀頃に発明されたヒュドラウリス（水オルガン）である。
ヒュドラウリスはその後ヨーロッパにおいてオルガンとして発展し、11世紀にテオフィルスが書いたオルガンの機構図には、並べた平板をそれぞれ前後させて操作する様子が見られる。12世紀頃に書かれたハーディング聖書の挿絵には、上下に作動させるスライダーが描かれている。
より複雑な楽句や音楽を演奏するためには、鍵盤の形状・配列の工夫や小型化が必要であり、手や拳などによる一動作によって一音を奏するよりも、指一本ずつによって奏する形となった。
中世の奏楽図からは、横に並べられたボタン状のキーを押し下げて発音させる楽器になっていったことを見てとることができる。15世紀の「ヘントの祭壇画」では、ほぼ現在の形の鍵盤を見ることが出来る。
オルガンの手鍵盤が現在のものと同様な形状にほぼ定着した頃には、弦を利用したクラヴィコードやチェンバロといった鍵盤楽器も一般的になっていた。
また手鍵盤の補佐のために、足で操作する鍵盤も考案され、小型のボタンやペダルの配列などによる様々な形状の鍵盤が作られたが、最終的には手鍵盤と類似した棒が並んだ形状の大きな足鍵盤が設置されるようになった。

## 鍵盤楽器の一覧

### 弦鳴楽器
- クラヴィコード
- チェンバロ/ハープシコード/クラヴサン
  - スピネット
- フォルテピアノ
- ピアノ
- ニッケルハルパ
- ハーディ・ガーディ
- クラヴィネット

### 気鳴楽器
- アコーディオン
  - バンドネオン
  - コンサーティーナ
- オルガン
  - パイプ・オルガン
  - リード・オルガン
  - ハーモニウム
- 鍵盤ハーモニカ（商標：ピアニカ、メロディオン等）

### 体鳴楽器
- カリヨン
- 鍵盤付きグロッケンシュピール
- チェレスタ
- ローズ・ピアノ
- トイピアノ

### 電子楽器
- オンド・マルトノ
- 電子オルガン
- 電子ピアノ
- メロトロン
- シンセサイザー